# Conostylis setosa
Conostylis setosa är en enhjärtbladig växtart som beskrevs av John Lindley. Conostylis setosa ingår i släktet Conostylis och familjen Haemodoraceae. Inga underarter finns listade.